# Кэннон, Кэй
 Кэтрин И. «Кэй» Кэ́ннон (англ. Kathryn E. «Kay» Cannon; род. 21 августа 1974) — американская сценаристка, продюсер, режиссёр и актриса. Трёхкратная номинантка на премию «Эмми».

## Карьера
Кэннон наиболее известна благодаря своей работе над телесериалом «Студия 30», где она выступала в качестве продюсера и сценариста с 2007 по 2012 год, а также несколько раз появилась в шоу в качестве актрисы. За свою работу над шоу она несколько раз была номинирована на премию «Эмми», а также получила премии «Пибоди» и Гильдии сценаристов США.
В 2012 году Кэннон как сценарист выпустила свой первый полнометражный фильм, музыкальную комедию «Идеальный голос», которая была хорошо принята критиками.

## Личная жизнь
В 2004 году Кэннон вышла замуж за актёра и комика Джейсоном Судейкисом. Они разошлись в 2008 и развелись в 2010 году. С 2012 года Кэннон замужем за сценаристом Ибеном Расселлом. У них есть дочь — Эвелин Роуз Расселл (род. 2013).

## Фильмография

### Кино
| Год  | Русское название  | Оригинальное название | Должность             | Примечания                         |
| ---- | ----------------- | --------------------- | --------------------- | ---------------------------------- |
| 2008 | Ой, мамочки       | Baby Mama             | сопродюсер            |                                    |
| 2012 | Идеальный голос   | Pitch Perfect         | сценарист             |                                    |
| 2015 | Идеальный голос 2 | Pitch Perfect 2       | сценарист             |                                    |
| 2017 | Идеальный голос 3 | Pitch Perfect 3       | сопродюсер, сценарист | Сценарий совместно с Майком Уайтом |
| 2018 | Секса не будет!!! | Blockers              | режиссёр              |                                    |
| 2021 | Золушка           | Cinderella            | режиссёр, сценарист   |                                    |

### Телевидение
| Год       | Русское название | Оригинальное название | Должность                                     | Примечания |
| --------- | ---------------- | --------------------- | --------------------------------------------- | --- |
| 2007—2012 | Студия 30        | 30 Rock               | продюсер, сценарист                           | Премия Гильдии сценаристов США за лучший сценарий в комедийном сериале (2008—2010) Номинация — Премия «Эмми» за лучший сценарий в комедийном сериале (2010) Номинация — Премия «Эмми» за лучший комедийный сериал (2011, 2012) Номинация — Премия Гильдии сценаристов США за лучший сценарий в комедийном сериале (2007—2011, 2012) |
| 2012—2014 | Новенькая        | New Girl              | соисполнительный продюсер, сценарист          | |
| 2014      | Кристела         | Cristela              | консультирующий продюсер                      | |
| 2017      | Начальница       | Girlboss              | создатель, исполнительный продюсер, сценарист | |